# Doktrina
Doktrina (latinsko doctrina iz docere = učiti) je po SSKJ sistem teorij z določenega področja oziroma nazor ali načelo, včasih tudi togo, neživljenjsko mnenje.
V večini jezikov, ki jo uporabljajo, je beseda ohranila originalni pomen, to je predmet poučevanja. Na primer Marksova doktrina pomeni skupek teorij, ki jih je Marks obravnaval v svojih predavanjih in spisih, ni pa pravilno reči recimo Napoleonova doktrina, saj Napoleon svojih načel ni poučeval. To pomensko razlikovanje se je v slovenščini izgubilo, zato v pojasnilih besede doktrina ni več zaslediti pojma o učenju (docere). Nasprotno, predpostavlja se, da je določeni skupek teorij že privzeto znanje, včasih privzeto do te mere, da je postalo življenjski nazor, pozitiven ali negativen.